# Pettis-Integral
Das Pettis-Integral ist ein nach Billy James Pettis benannter Begriff aus dem mathematischen Teilgebiet der Funktionalanalysis. Es handelt sich um ein Integral für Funktionen auf einem Maßraum mit Werten in einem Banachraum. Ist der Banachraum gleich dem eindimensionalen Raum {\displaystyle \mathbb {R} }, so erhält man das übliche Integral reellwertiger Funktionen auf dem Maßraum. Das Pettis-Integral verallgemeinert aber nicht nur das Integral reellwertiger Funktionen, sondern auch das Bochner-Integral und das Birkhoff-Integral, welche ebenfalls Integrale Banachraum-wertiger Funktionen sind.

## Konstruktion
Wir gehen von einem vollständigen Maßraum {\displaystyle (\Omega ,{\mathcal {A}},\mu )} mit einem endlichen, positiven Maß {\displaystyle \mu } aus und wollen für Funktionen {\displaystyle f:\Omega \rightarrow X} mit Werten in einem Banachraum {\displaystyle X} ein Integral definieren. Für die im Folgenden beschriebene Konstruktion nutzen wir aus, dass {\displaystyle \varphi \circ f} für jedes {\displaystyle \varphi } aus dem Dualraum {\displaystyle X'} eine reellwertige Funktion {\displaystyle \Omega \rightarrow \mathbb {R} } ist und dass maßtheoretische Begriffe für solche Funktionen bereits definiert sind. Wir nennen {\displaystyle f:\Omega \rightarrow X} schwach-messbar, wenn {\displaystyle \varphi \circ f} für jedes {\displaystyle \varphi \in X'} eine messbare Funktion ist. Dagegen nennt man {\displaystyle f} wie üblich messbar, wenn das Urbild jeder offenen Menge aus {\displaystyle {\mathcal {A}}} ist. Für die Beziehung dieser beiden Messbarkeitsbegriffe siehe den Messbarkeitssatz von Pettis. Schließlich nennen wir {\displaystyle f} schwach-integrierbar, wenn {\displaystyle \varphi \circ f} für jedes {\displaystyle \varphi \in X'} eine integrierbare Funktion ist.
Wir betrachten nun eine schwach-integrierbare Funktion {\displaystyle f:\Omega \rightarrow X}. Für jedes {\displaystyle \varphi \in X'} ist dann {\displaystyle \varphi \circ f\in L^{1}(\Omega ,{\mathcal {A}},\mu )}, wobei letzteres den L1-Raum über dem vorgegebenen Maßraum bezeichne, der nach dem Satz von Fischer-Riesz bzgl. der 1-Norm ein Banachraum ist. Wir erhalten damit einen linearen Operator
{\displaystyle S_{f}:X'\rightarrow L^{1}(\Omega ,{\mathcal {A}},\mu ),\,\varphi \mapsto \varphi \circ f},
von dem man mittels des Satzes vom abgeschlossenen Graphen zeigen kann, dass er sogar stetig ist.
Man kann daher den adjungierten Operator
{\displaystyle T_{f}=S_{f}':L^{1}(\Omega ,{\mathcal {A}},\mu )'\rightarrow X''} bilden. Identifiziert man den  Dualraum von L1 mittels Lp-Dualität wie üblich mit {\displaystyle L^{\infty }(\Omega ,{\mathcal {A}},\mu )}, so erhält man einen Operator
{\displaystyle T_{f}:L^{\infty }(\Omega ,{\mathcal {A}},\mu )\rightarrow X'',\quad (T_{f}(g))(\varphi )=\int _{\Omega }g(t)\varphi (f(t))\,\mathrm {d} \mu (t),\quad \quad g\in L^{\infty }(\Omega ,{\mathcal {A}},\mu ),\varphi \in X'}.
Insbesondere kann man {\displaystyle T_{f}} auf charakteristische Funktionen {\displaystyle \chi _{E}:\Omega \rightarrow \{0,1\}} für messbare Mengen {\displaystyle E\in {\mathcal {A}}} anwenden. {\displaystyle T_{f}(\chi _{E})\in X''} nennt man das Dunford-Integral, nach Nelson Dunford, oder das Gelfand-Integral, nach Israel Gelfand, und schreibt
{\displaystyle \int _{E}f\,\mathrm {d} \mu =\int _{E}f(t)\,\mathrm {d} \mu (t):=T_{f}(\chi _{E})}.
Stellt man sich ein Integral {\displaystyle \textstyle \int _{E}f\,\mathrm {d} \mu } einer Funktion mit Werten in {\displaystyle X} als {\displaystyle \mu }-Mittelung der {\displaystyle f}-Werte vor, so wird man erwarten, dass das Integral wieder in {\displaystyle X} liegt. Im Allgemeinen ist das nicht der Fall. Nun ist aber {\displaystyle X\subset X''} durch die sogenannte kanonische Einbettung, daher definiert man:
Eine schwach-integrierbare Funktion {\displaystyle f:\Omega \rightarrow X} heißt Pettis-integrierbar, falls {\displaystyle \textstyle \int _{E}f\,\mathrm {d} \mu \in X} für alle {\displaystyle E\in {\mathcal {A}}}, und man nennt {\displaystyle \textstyle \int _{E}f\,\mathrm {d} \mu } das Pettis-Integral von {\displaystyle f} über {\displaystyle E}.

## Beispiele

### Reflexive Räume
Ist {\displaystyle X} reflexiv, so ist {\displaystyle X=X''} und es ist {\displaystyle \textstyle \int _{E}f\,\mathrm {d} \mu \in X} für alle {\displaystyle E\in {\mathcal {A}}} und jede schwach-integrierbare Funktion {\displaystyle f}. Das heißt, dass jede schwach-integrierbare Funktion mit Werten in einem reflexiven Raum Pettis-integrierbar ist.

### Birkhoff-Integral
Jede Birkhoff-integrierbare Funktion {\displaystyle f:\Omega \rightarrow X} ist Pettis-integrierbar und das Birkhoff-Integral stimmt mit dem Pettis-Integral überein. Daher ist das Pettis-Integral eine Verallgemeinerung des Birkhoff-Integrals.

### Bochner-Integral
Jede Bochner-integrierbare Funktion {\displaystyle f:\Omega \rightarrow X} ist Pettis-integrierbar und das Bochner-Integral stimmt mit dem Pettis-Integral überein. Deshalb ist das Pettis-Integral auch eine Verallgemeinerung des Bochner-Integrals. Es gilt
Bochner-integrierbar   {\displaystyle \Rightarrow }   Birkhoff-integrierbar   {\displaystyle \Rightarrow }   Pettis-integrierbar   {\displaystyle \Rightarrow }   schwach-integrierbar.

### Pettis-integrierbar aber nicht Bochner-integrierbar
Als Maßraum betrachten wir das Einheitsintervall [0,1] mit dem Lebesgue-Maß {\displaystyle \mathrm {d} t} auf der σ-Algebra der Lebesgue-messbaren Mengen und als Banachraum den Folgenraum {\displaystyle X=c_{0}} der reellen Nullfolgen. Es sei {\displaystyle I_{n}} das halboffene Intervall {\displaystyle \textstyle ({\frac {1}{n+1}},{\frac {1}{n}}]\subset [0,1]} und
{\displaystyle f:[0,1]\rightarrow c_{0},\,f(t):=(n\chi _{I_{n}}(t))_{n\in \mathbb {N} }}.
Jedes {\displaystyle f(t)} ist tatsächlich eine Nullfolge. Das ist klar für {\displaystyle t=0}, denn es ist {\displaystyle f(0)=(0,0,0,\ldots )} und für {\displaystyle t>0} gibt es genau ein {\displaystyle n} mit {\displaystyle t\in I_{n}} und daher ist {\displaystyle f(t)=(0,0,\ldots ,n,0,0,\ldots )}. Diese Funktion ist Pettis-integrierbar aber nicht Bochner-integrierbar. Zur Verdeutlichung obiger Konstruktionen führen wir die erforderlichen Rechnungen aus und beginnen mit der schwachen Integrierbarkeit.
Für jedes {\displaystyle \varphi =(v_{n})_{n}\in \ell ^{1}=c_{0}'} ist nach Definition der Dualität {\displaystyle c_{0}'=\ell ^{1}}
{\displaystyle (\varphi \circ f)(t)=\sum _{n=1}^{\infty }v_{n}\cdot n\chi _{I_{n}}(t)}
und daher
{\displaystyle \int _{[0,1]}|(\varphi \circ f)(t)|\,\mathrm {d} t\leq \sum _{n=1}^{\infty }|v_{n}|\cdot n\int _{[0,1]}\chi _{I_{n}}(t)\,\mathrm {d} t=\sum _{n=1}^{\infty }|v_{n}|\cdot n{\frac {1}{n(n+1)}}=\sum _{n=1}^{\infty }|v_{n}|\cdot {\frac {1}{n+1}}<\infty },
denn das Intervall {\displaystyle I_{n}} hat die Länge {\displaystyle \textstyle {\frac {1}{n(n+1)}}}. Also ist {\displaystyle f} schwach-integrierbar. 
Zur Bestimmung der Gelfand-Integrale betrachte {\displaystyle g\in L^{\infty }([0,1])}. Bezeichnen wir die L1-L∞-Dualität mit spitzen Klammern, so ist für {\displaystyle \varphi =(v_{n})_{n}\in \ell ^{1}=c_{0}'}
{\displaystyle \langle T_{f}(g),\varphi \rangle =\langle g,S_{f}(\varphi )\rangle =\langle g,\varphi \circ f\rangle =\int _{[0,1]}g(t)(\varphi \circ f)(t)\,\mathrm {d} t=\int _{[0,1]}g(t)\sum _{n=1}^{\infty }v_{n}\cdot n\chi _{I_{n}}(t)\,\mathrm {d} t}
{\displaystyle =\sum _{n=1}^{\infty }v_{n}\cdot n\int _{[0,1]}g(t)\chi _{I_{n}}(t)\,\mathrm {d} t=\sum _{n=1}^{\infty }v_{n}\cdot n\int _{I_{n}}g(t)\,\mathrm {d} t=\langle \left(n\cdot \int _{I_{n}}g(t)\,\mathrm {d} t\right)_{n\in \mathbb {N} },(v_{n})_{n\in \mathbb {N} }\rangle =\langle \left(n\cdot \int _{I_{n}}g(t)\,\mathrm {d} t\right)_{n\in \mathbb {N} },\varphi \rangle }
und man liest ab
{\displaystyle T_{f}(g)=\left(n\cdot \int _{I_{n}}g(t)\,\mathrm {d} t\right)_{n\in N}\in \ell ^{\infty }=c_{0}''}.
Tatsächlich liegt diese Folge aber bereits in {\displaystyle c_{0}}, denn
{\displaystyle \left|n\cdot \int _{I_{n}}g(t)\,\mathrm {d} t\right|\leq \|g\|_{\infty }n\cdot \int _{I_{n}}\mathrm {d} t=\|g\|_{\infty }\cdot {\frac {1}{n+1}}\rightarrow 0}.
Daher ist {\displaystyle f} Pettis-integrierbar. {\displaystyle f} ist aber nicht Bochner-integrierbar, denn
{\displaystyle t\mapsto \|f(t)\|=\|(n\chi _{I_{n}}(t)\|=\sum _{n=1}^{\infty }n\chi _{I_{n}}(t)}
ist nicht integrierbar.

### Schwach-integrierbar aber nicht Pettis-integrierbar
Zur Konstruktion einer schwach-integrierbaren Funktion, die nicht Pettis-integrierbar ist, wandeln wir obiges Beispiel leicht ab.
Wieder betrachten wir den Maßraum [0,1] mit dem Lebesgue-Maß und den Banachraum {\displaystyle c_{0}}. Die gesuchte Funktion ist
{\displaystyle f:[0,1]\rightarrow c_{0},\,f(t):=(n(n+1)\chi _{I_{n}}(t))_{n\in \mathbb {N} }}.
Für jedes {\displaystyle \varphi =(v_{n})_{n}\in \ell ^{1}=c_{0}'} ist 
{\displaystyle (\varphi \circ f)(t)=\sum _{n=1}^{\infty }v_{n}\cdot n(n+1)\chi _{I_{n}}(t)}
und daher
{\displaystyle \int _{[0,1]}|(\varphi \circ f)(t)|\,\mathrm {d} t\leq \sum _{n=1}^{\infty }|v_{n}|\cdot n(n+1)\int _{[0,1]}\chi _{I_{n}}(t)\,\mathrm {d} t=\sum _{n=1}^{\infty }|v_{n}|\cdot n(n+1){\frac {1}{n(n+1)}}=\sum _{n=1}^{\infty }|v_{n}|<\infty }.
Also ist {\displaystyle f} schwach-integrierbar. 
Ist {\displaystyle e\in L^{\infty }([0,1])} die konstante Funktion mit Wert 1, so ist für jedes {\displaystyle \varphi =(v_{n})_{n}\in \ell ^{1}=c_{0}'}
{\displaystyle \langle T_{f}(e),\varphi \rangle =\langle e,S_{f}(\varphi )\rangle =\langle e,\varphi \circ f\rangle =\int _{[0,1]}e(t)(\varphi \circ f)(t)\,\mathrm {d} t=\int _{[0,1]}(\varphi \circ f)(t)\,\mathrm {d} t}
{\displaystyle =\int _{[0,1]}\sum _{n=1}^{\infty }v_{n}\cdot n(n+1)\chi _{I_{n}}(t)\,\mathrm {d} t=\sum _{n=1}^{\infty }v_{n}\cdot n(n+1)\int _{I_{n}}\,\mathrm {d} t=\sum _{n=1}^{\infty }v_{n}=\langle (1,1,1,\ldots ),\varphi \rangle }.
Also ist {\displaystyle \int _{[0,1]}f(t)\,\mathrm {d} t=T_{f}(e)=(1,1,1,\ldots )\in \ell ^{\infty }=c_{0}''}
und das ist nicht aus {\displaystyle c_{0}}. Daher ist {\displaystyle f} nicht Pettis-integrierbar.

## Eigenschaften

### Schwache Kompaktheit
Ist mit obigen Bezeichnungen {\displaystyle f:\Omega \rightarrow X} Pettis-integrierbar, so ist der zugehörige Operator {\displaystyle T_{f}:L^{\infty }(\Omega ,{\mathcal {A}},\mu )\rightarrow X} schwach-kompakt.

### Operatoren
Es seien {\displaystyle (\Omega ,{\mathcal {A}},\mu )} ein endlicher, vollständiger Maßraum, {\displaystyle X} eine Banachraum und {\displaystyle f:\Omega \rightarrow X} Pettis-integrierbar. Ist {\displaystyle A:X\rightarrow Y} ein stetiger, linearer Operator zwischen Banachräumen, so ist auch {\displaystyle A\circ f:\Omega \rightarrow Y} Pettis-integrierbar und es gilt
{\displaystyle \int _{E}A\circ f\,\mathrm {d} \mu =A\left(\int _{E}f\,\mathrm {d} \mu \right)} für jede messbare Menge {\displaystyle E\subset \Omega }.

### Vektorraum der Pettis-integrierbaren Funktionen
Leicht zeigt man, dass Summen und skalare Vielfache Pettis-integrierbarer Funktionen wieder Pettis-integrierbar sind und dass sich das Integral linear verhält, das heißt
{\displaystyle \int _{\Omega }(\alpha f+g)\,\mathrm {d} \mu =\alpha \int _{\Omega }f\,\mathrm {d} \mu +\int _{\Omega }g\,\mathrm {d} \mu }
für Pettis-integrierbare Funktionen {\displaystyle f,g:\Omega \rightarrow X} und {\displaystyle \alpha \in \mathbb {R} }.
Die messbaren, Pettis-integrierbaren Funktionen {\displaystyle \Omega \rightarrow X} bilden daher einen Vektorraum {\displaystyle P_{(1)}(\Omega ,{\mathcal {A}},\mu ,X)}. Die Menge der Funktionen, die μ-fast-überall den Wert {\displaystyle 0\in X} annehmen, bilden einen Untervektorraum, und den Quotientenraum nach diesem Unterraum bezeichnet man mit {\displaystyle P_{1}(\Omega ,{\mathcal {A}},\mu ,X)}. In der maßtheoretisch üblichen Sichtweise ist das der Raum der messbaren, Pettis-integrierbaren Funktionen, wobei μ-fast-überall gleiche Funktionen identifiziert werden.

### Die 1-Norm für Pettis-integrierbare Funktionen
Ist mit obigen Bezeichnungen {\displaystyle f:\Omega \rightarrow X} messbar und Pettis-integrierbar, so ist 
{\displaystyle |f|_{1}:=\sup \left\{\int _{\Omega }|\varphi \circ f|\,\mathrm {d} \mu ;\,\varphi \in X',\|\varphi \|\leq 1\right\}=\sup\{T_{f}(g);\,g\in L^{\infty }(\Omega ,{\mathcal {A}},\mu ),\|g\|_{\infty }\leq 1\}}
endlich. {\displaystyle |\cdot |_{1}} ist eine Halbnorm auf {\displaystyle P_{(1)}(\Omega ,{\mathcal {A}},\mu ,X)} und eine Norm auf {\displaystyle P_{1}(\Omega ,{\mathcal {A}},\mu ,X)}. Dieser normierte Raum ist in der Regel nicht vollständig, die Vervollständigung sei {\displaystyle {\overline {P_{1}}}(\Omega ,{\mathcal {A}},\mu ,X)}.

### Injektives Tensorprodukt
Es seien wieder {\displaystyle (\Omega ,{\mathcal {A}},\mu )} ein endlicher, vollständiger Maßraum und {\displaystyle X} ein Banachraum. Dann ist
{\displaystyle L^{1}(\Omega ,{\mathcal {A}},\mu )\times X\rightarrow {\overline {P_{1}}}(\Omega ,{\mathcal {A}},\mu ,X),\,(f,x)\mapsto f(\cdot )x}
eine bilineare Abbildung, und es gilt
{\displaystyle \int _{\Omega }f(\cdot )x\,\mathrm {d} \mu =\left(\int _{\Omega }f\,\mathrm {d} \mu \right)x\in X}.
Diese bilineare Abbildung definiert eine lineare Abbildung auf dem Tensorprodukt
{\displaystyle L^{1}(\Omega ,{\mathcal {A}},\mu )\otimes X\rightarrow {\overline {P_{1}}}(\Omega ,{\mathcal {A}},\mu ,X)}.
Vervollständigt man dieses Tensorprodukt zum injektiven Tensorprodukt, so erhält man einen isometrischen Isomorphismus
{\displaystyle L^{1}(\Omega ,{\mathcal {A}},\mu ){\hat {\otimes }}_{\varepsilon }X\rightarrow {\overline {P_{1}}}(\Omega ,{\mathcal {A}},\mu ,X)}.